# El Aiune–Bojador–Saguia el Hamra
El Aiune–Bojador–Saguia el Hamra (em francês: Laâyoune–Boujdour–Sakia el Hamra; em árabe: العيون بوجدور الساقية الحمراء) foi uma região de Marrocos, vigente entre 1997 e 2015. Sua capital era a cidade de El Aiune (em castelhano: El Aaiún; em francês: Laâyoune). Com 139 480 km² de área, em 2004 tinha oficialmente 256 152 habitantes (densidade: 1,8 hab./km²).
A Frente Polisário pede um referendo de autodeterminação para que a população local, assim como os refugiados atualmente exilados no sudoeste da Argélia, em Tindouf, possam decidir a respeito do futuro da região como parte do Marrocos ou como estado independente, junto com o resto dos territórios que fazem parte da República Árabe Saaráui Democrática (RASD).

## Províncias
A região estava dividida em duas províncias:
- Bojador (Boujdour)
- El Aiune